# Hisponinae
Hisponinae è una Sottofamiglia di ragni appartenente alla Famiglia Salticidae dell'Ordine Araneae della Classe Arachnida.

## Distribuzione
I 10 generi oggi noti di questa sottofamiglia sono diffusi in Africa e Asia sudorientale; solo il genere Orvilleus è endemico di Panama e il genere Stenodeza è diffuso in Brasile e Argentina.

## Tassonomia
A maggio 2010, gli aracnologi sono concordi nel suddividerla in 10 generi:
- Bavia Simon, 1877 — dal Vietnam all'Australia, Madagascar (15 specie)
- Diplocanthopoda Abraham, 1925 — Malaysia, Nuova Guinea (2 specie)
- Hispo Simon, 1885 — Madagascar, Africa, India, Isole Seychelles (10 specie)
- Massagris Simon, 1900 — Sudafrica (5 specie)
- Orvilleus Chickering, 1946 — Panama (1 specie)
- Piranthus Thorell, 1895 — India, Myanmar (2 specie)
- Rogmocrypta Simon, 1900 — Singapore, Filippine, Nuova Caledonia (3 specie)
- Stagetillus Simon, 1885 — Sumatra, Malaysia, Sri Lanka (4 specie)
- Stenodeza Simon, 1900 — Brasile, Argentina (3 specie)
- Tomocyrba Simon, 1900 — Madagascar, Africa (8 specie)